# نیوگو
نیوگو (به ژاپنی: 女御 にょうご)، یکی از مناصب در کاخ داخلی امپراتور ژاپن بود و به عنوان خدمتکار در اتاق خواب امپراتور خدمت می‌کرد. نام رسمی از «ژو لی» en:Rites of Zhou که سیستم حکومتی دودمان ژو در چین را توصیف می‌کند، سرچشمه می‌گیرد و این رتبه پس از کوگو (امپراتریس) ja:皇后 و چوگو ja:中宮 در رتبه بعدی قرار دارد. همچنین، هنگامی که یکی از اعضای زن خانواده سلطنتی، جوئو ja:女王 (皇族) (شاهدخت‌ها)، نیوگو می‌شود، به او جوئو گو (پرنسس یا شاهدخت گو) می‌گویند.
این عنوان اولین بار مقاله ای در مورد امپراتور یوریاکو در نیهون شوکی آمده است، اما در واقع در زمان سلطنت امپراتور کانمو، زمانی که کیوتو و بکجه به عنوان زن غیراصلی یا معشوقه ثبت شدند، آغاز شد. در ابتدا درجه نیوگو پایین بود، اما به تدریج بالا رفت و از اواسط دوره هی‌آن به بعد رسم ارتقاء ملکه از نیوگو برقرار شد. آخرین معشوقه آساکو کوجو (امپراتریس دوواگر ایشو)، معشوقه امپراتور کومی بود.
تعداد افراد ثابتی وجود نداشت، و اگر بیش از یک نیوگو وجود داشت، به نام قصری که در آن نیوگوها زندگی می‌کردند، «شوکیودن نیوگو» یا «جوکیودن نیوگو» ja:承香殿 نامیده می‌شد.